# Hostilia Cuarta

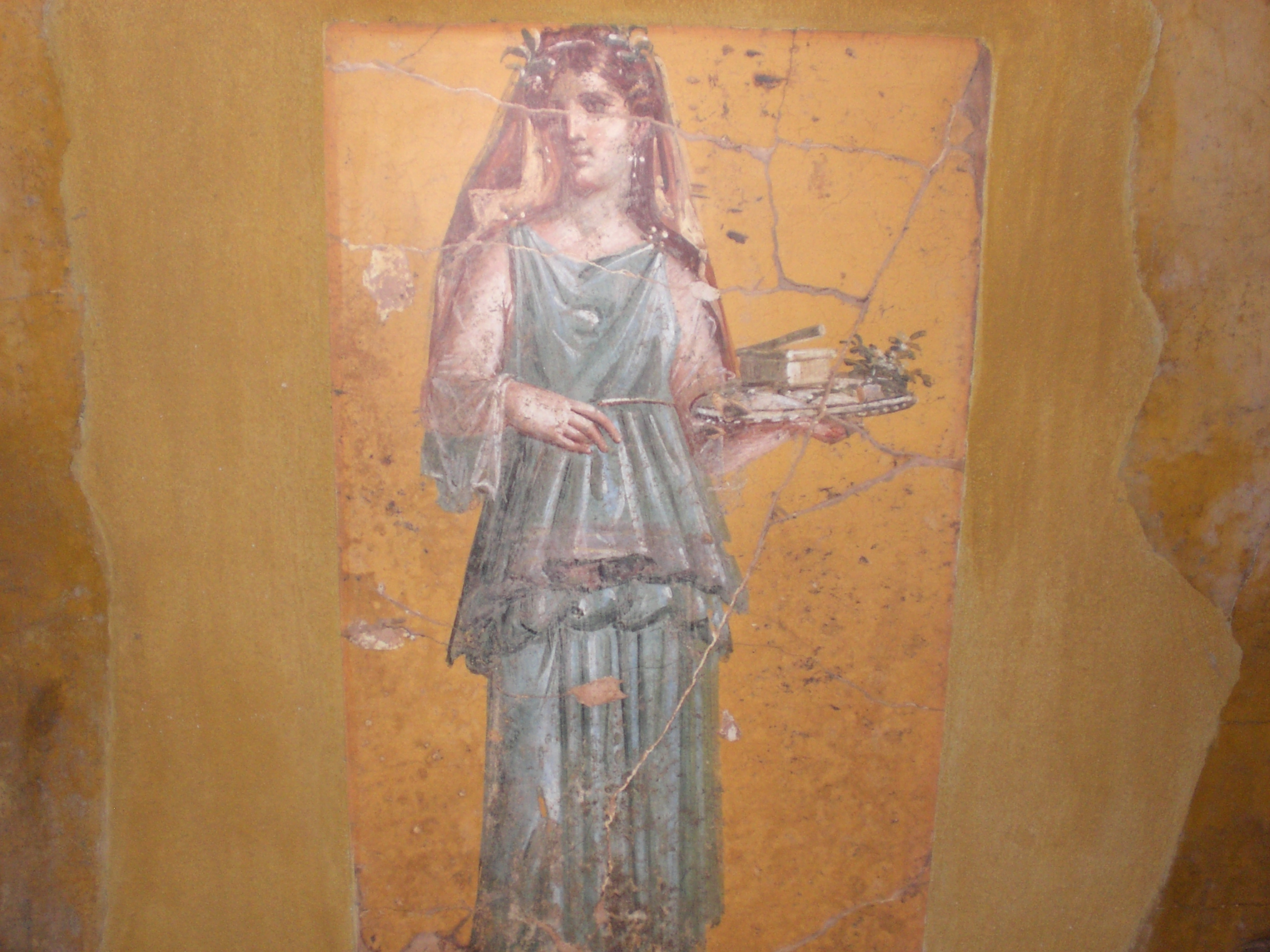
Pintura de una mujer romana.

Hostilia Cuarta  fue una dama romana del siglo II a. C. perteneciente a la gens Hostilia. Fue acusada de envenenar a su marido.

## Familia
Hostilia fue miembro de los Hostilios Mancinos, una rama familiar de la gens Hostilia. Fue probablemente hermana de Lucio Hostilio Mancino. Estuvo casada en dos ocasiones: la primera con Cneo Fulvio Flaco y la segunda con Cayo Calpurnio Pisón. Con su primer marido fue madre de Quinto Fulvio Flaco.

## Acusación de envenenamiento
En las elecciones consulares para el año 180 a. C. fueron candidatos su hijo y su segundo marido, quien finalmente obtuvo el cargo. Cuando Pisón murió durante el ejercicio de su cargo, Quinto Flaco fue elegido en su lugar. Algunos testigos aseguraron que Hostilia había afirmado, tras la derrota de su hijo (la tercera en unas elecciones consulares), que ella haría que fuese cónsul en dos meses. Como este hecho se produjo realmente, fue acusada de envenenar a su marido y condenada por ello.